# شيرلي ستيلفوكس
كانت شيرلي روزماري ستيلفوكس (11 أبريل 1941 - 7 ديسمبر 2015) (بالإنجليزية: Shirley Stelfox)‏ ممثلة في التليفزيون الإنجليزي، المشهورة بأدائها لشخصية «إدنا بيرش»، الواعظة الفضولية في قرية في يوركشاير في المسلسل البريطاني الشهير «إيميردايل»، وفي دور «روز والتون» أخت الشخصية المغرورة والمتعجرفة «هياسينث باكيت» في أولى حلقات المسلسل الكوميدي «كيبينج أب أبارنسيز». ونجاح المسلسل جعل أسمها مألوفًا في بريطانيا. بالإضافة إلى ذلك، ظهرت ستيلفوكس في العديد من المسلسلات البريطانية على مدار خمسين عامًا.

## حياتها المبكرة
ولدت ستيلفوكس في دانكفيلد بمدينة شيشاير في 11 أبريل عام 1941، وكانت تعاني من مرض الغمش الثنائي، الذي تركها بقصر في النظر. ودرست في الأكاديمية الملكية للفن الدرامي وكان من زملائها «إدوارد فوكس» و«جون تو» و«ساره مايلز». كانت تمثل بالتمثيل الإيمائي في أولد تشابل بدانكفيلد، وفي أعمال منتجة في خلال سنين دراستها في مدرسة لايك رود الثانوية بالمدينة.

## روابط خارجية
- شيرلي ستيلفوكس على موقع IMDb (الإنجليزية)
- شيرلي ستيلفوكس على موقع ألو سيني (الفرنسية)
- شيرلي ستيلفوكس على موقع أول موفي (الإنجليزية)
- شيرلي ستيلفوكس على موقع قاعدة بيانات الأفلام السويدية (السويدية)
- شيرلي ستيلفوكس على موقع قاعدة بيانات الفيلم (الإنجليزية)
- شيرلي ستيلفوكس على موقع كينوبويسك (الروسية)